# Schartzberg
Schartzberg ist ein Weiler der Ortsgemeinden Seiwerath und Wawern im Eifelkreis Bitburg-Prüm in Rheinland-Pfalz.

## Geographische Lage
Schartzberg liegt auf den Gemarkungen der beiden Ortsgemeinden Seiwerath und Wawern. Der Weiler liegt südöstlich von Seiwerath in einer Entfernung von rund 2,5 km und nordöstlich von Wawern in einer Entfernung von rund 3,8 km. Der südwestliche Teil der Siedlung gehört zu Wawern, der nordöstliche Teil zu Seiwerath. Schartzberg liegt auf einer Hochebene und ist überwiegend von Waldbestand sowie kleinen landwirtschaftlichen Nutzflächen umgeben. Westlich und nördlich des Weilers fließt der Thierbach.

## Geschichte
Es ist von einer frühen Besiedelung des Areals um Schartzberg auszugehen, was durch den Fund von römischen Brandgräbern wenig nördlich des Weilers belegt werden konnte. Entdeckt wurde diese im Jahre 1925. Genauere Angaben zu möglichen Funden liegen nicht vor. Wenig südlich des Weilers wurde zudem 1981 ein römisches Steinplattengrab aus dem 2. Jahrhundert n. Chr. entdeckt. Neben dem Leichenbrand fand man hier einen Becher sowie einen Topf als Beigaben. Neben den Gräbern wird auch eine römische Trasse im Bereich Schartzberg vermutet.

## Kultur und Sehenswürdigkeiten

### Unglückskreuz
Wenig nordöstlich von Schartzberg befindet sich ein Unglückskreuz, welches an einen Unfall in einem der zahlreichen Weiher entlang des Thierbaches erinnert. Das Kreuz trägt die Inschrift: „Zum Andenken an den im anliegenden Weiher am 2. Aug. 1863 im Alter von 24 Jahren verunglückten Bernhard Schmid.“ Der untere Teil der Inschrift ist nicht mehr leserlich.

### Naherholung
In Richtung Schartzberg verläuft der Rundwanderweg 7 der Ortsgemeinde Wawern. Es handelt sich um einen knapp 11 km langen Rundwanderweg, der zunächst in Richtung Lasel führt und anschließend in Richtung Schartzberg. Highlights am Weg sind die Fichten- und Mischwälder der Region sowie mehrere Aussichtspunkte.

## Verkehr
Es existiert eine regelmäßige Busverbindung.
Schartzberg ist durch die zwei Gemeindestraßen erschlossen und liegt direkt an der Landesstraße 32 von Neustraßburg in Richtung Seiwerath.